# Mary McDonnell
Pour les articles homonymes, voir McDonnell (homonymie).
Mary McDonnell est une actrice américaine née le 28 avril 1952 à Wilkes-Barre, en Pennsylvanie.

## Biographie
Elle a grandi à Ithaca dans l'État de New York. Elle a quatre sœurs et un frère. Après des études à l'université d'État de New York à Fredonia (en), elle a fréquenté l'école d'art dramatique et a rejoint le prestigieux Long Wharf Theatre (en) de la côte Est, avec qui elle a travaillé pendant plus de 20 ans.
Mary est mariée avec l'acteur Randle Mell depuis 1984, ils ont deux enfants, Olivia et Michael. Ils se séparent en décembre 2021. Ils vivent désormais à Pacific Palisades (Los Angeles).

## Carrière
Après plus de 21 ans de carrière à Broadway, au théâtre mais aussi à la télévision, Mary McDonnell commence en 1988 sa carrière au cinéma aux côtés de Patrick Swayze dans Tiger Warsaw.
Elle obtient ensuite (en 1990) le rôle de Dressée avec le poing, fille adoptive blanche du peuple des Sioux, dans Danse avec les loups avec Kevin Costner. Elle est nommée pour l'Oscar de la meilleure actrice dans un second rôle.
Son rôle dans Passion Fish lui apporte une autre nomination aux Oscars, cette fois-ci pour l'Oscar de la meilleure actrice dans un rôle principal.
En 1996, elle joue dans Independence Day aux côtés de Will Smith et Bill Pullman. Elle y joue la Première dame des États-Unis, Marilyn Whitmore.
En 1997, elle joue également dans un remake de Douze hommes en colère, aux côtés d'Edward James Olmos.
Elle joue également dans le film Donnie Darko aux côtés de Jake Gyllenhaal. Elle y joue le rôle de Rose Darko, mère de Donnie Darko, jeune adolescent schizophrène cherchant sa place au sein de son monde.
En 2001, elle est guest-star dans la série télévisée Urgences durant plusieurs épisodes. Elle est nommée aux Emmy Awards pour son rôle d'Eleanor Carter, mère du docteur John Carter, joué par Noah Wyle, également présent dans Donnie Darko.
En 2003, elle obtient un des rôles principaux dans la série à succès Battlestar Galactica de Ronald D. Moore. Elle y joue la Présidente des Douze Colonies, Laura Roslin, qui doit protéger son peuple de la menace des Cylons après la quasi entière destruction de l'humanité. Mary McDonnell reçoit une reconnaissance mondiale grâce à ce rôle. Elle est invitée, avec Edward James Olmos (William Adama) lors d'une assemblée de l'Organisation des Nations unies pour une rétrospective et un débat. En 2009, elle gagne un Saturn Award de la meilleure actrice de télévision.
Durant trois épisodes, elle joue le rôle de la docteure Virginia Dixon, atteinte du syndrome d'Asperger, en 2008 et 2009 dans la série Grey's Anatomy.
En 2011, elle participe également à Scream 4, jouant Kate Roberts, mère de Jill Roberts interprété par Emma Roberts. De 2009 à 2012, Mary McDonnell obtient un rôle récurrent dans The Closer en tant que Sharon Raydor. Elle est nommée aux Emmy Awards pour ce rôle, en tant que meilleure guest-star dans une série dramatique. En 2012, son rôle est désormais le personnage principal de la série dérivée de The Closer : Major Crimes. Le capitaine Raydor arrive alors à la tête de l'ancienne brigade de Brenda Leigh Johnson.

## Filmographie

### Au cinéma
| Année | Titre                               | Rôle                      |
| ----- | ----------------------------------- | ------------------------- |
| 1987  | Matewan                             | Elma Radnor               |
| 1988  | Tiger Warsaw                        | Paula Warsaw              |
| 1990  | Danse avec les loups                | « Dressée avec le poing » |
| 1991  | Grand canyon                        | Claire                    |
| 1992  | Les Experts                         | Liz                       |
| 1993  | Passion Fish                        | May-Alice Culhane         |
| 1994  | Blue Chips                          | Jenny Bell                |
| 1996  | Independence Day                    | Marilyn Whitmore          |
| 1999  | Mumford                             | Althea Brockett           |
| 2000  | La Montre à remonter le temps       | Laura Brown               |
| 2000  | Un cowboy pour père (en) (téléfilm) | Susan Shaw                |
| 2001  | Donnie Darko                        | Rose Darko                |
| 2003  | Nola (en)                           | Margaret Langworthy       |
| 2011  | Scream 4                            | Kate Roberts              |
| 2011  | Margin Call                         | Mary Rogers               |

### Série TV
| Année       | Titre                       | Rôle                    | Saison           | Épisode(s)                                        |
| ----------- | --------------------------- | ----------------------- | ---------------- | ------------------------------------------------- |
| 1984        | E/R                         | Dr. Eve Sheridan        |                  | 20 épisodes                                       |
| 2000        | Lydia DeLucca               | Jules O'Grady           | 1                | 5                                                 |
| 2001        | Lydia DeLucca               | Jules O'Grady           | 2                | 16                                                |
| 2001        | Urgences                    | Eleanor Carter          | 8                | 1, 12-14                                          |
| 2004 - 2009 | Battlestar Galactica        | Laura Roslin            | 1-4              | Tous, sauf 4-05.                                  |
| 2008 - 2009 | Grey's Anatomy              | Virginia Dixon          | 5                | 8, 10, 14                                         |
| 2009 - 2010 | The Closer                  | Capitaine Sharon Raydor | 5, 6, 7          | épisodes 61, 65, 73, 75, 82, 84, 86, 87           |
| 2012 - 2018 | Major Crimes                | Capitaine Sharon Raydor | 1, 2, 3, 4, 5, 6 | Tous, sauf les 4 derniers épisodes de la saison 6 |
| 2017        | Fargo                       | Ruby Goldfarb           | 3                | 5, 7, 9                                           |
| 2023        | La Chute de la maison Usher | Madeline Usher          | 1                | Tous                                              |

## Distinctions

### Récompenses
- 2006 : Women's Image Network Awards de la meilleure actrice principale dans une série télévisée de science-fiction pour Battlestar Galactica (2004-2009) pour le rôle de Laura Roslin.
- 2009 : Jules Verne Awards du meilleur accomplissement dans une série télévisée de science-fiction pour Battlestar Galactica (2004-2009) partagée avec James Callis et Jamie Bamber.
- 44e cérémonie des Saturn Awards 2009 : Meilleure actrice dans une série télévisée de science-fiction pour Battlestar Galactica (2004-2009) pour le rôle de Laura Roslin.

### Nominations
- 1991 : Dallas-Fort Worth Film Critics Association Awards de la meilleure actrice dans un second rôle dans un drame d'aventure pour Danse avec les loups (1990).
- 48e cérémonie des Golden Globes 1991 : Meilleure actrice dans un second rôle dans un drame d'aventure pour Danse avec les loups (1990).
- 63e cérémonie des Oscars 1991 : Meilleure actrice dans un second rôle dans un drame d'aventure pour Danse avec les loups (1990).
- 50e cérémonie des Golden Globes 1993 : Meilleure actrice dans un drame pour Passion Fish (1992).
- 65e cérémonie des Oscars 1993 : Meilleure actrice dans un drame pour Passion Fish (1992).
- 2007 : SFX Awards de la meilleure actrice TV dans une série télévisée de science-fiction pour Battlestar Galactica (2004-2009) pour le rôle de Laura Roslin.
- 2008 : Gold Derby Awards de la meilleure actrice principale dans une série télévisée de science-fiction pour Battlestar Galactica (2004-2009) pour le rôle de Laura Roslin.
- 2009 : Gold Derby Awards de la meilleure actrice principale dans une série télévisée de science-fiction pour Battlestar Galactica (2004-2009) pour le rôle de Laura Roslin.
- 2010 : SFX Awards de la meilleure actrice dans une série télévisée de science-fiction pour Battlestar Galactica (2004-2009) pour le rôle de Laura Roslin.
- 2010 : Gold Derby Awards de la meilleure actrice principale de la décade dans une série télévisée de science-fiction pour Battlestar Galactica (2004-2009) pour le rôle de Laura Roslin.
- 2011 : Gotham Independent Film Awards de la meilleure distribution dans un thriller dramatique pour Margin Call (2011).
- 2011 : Indiewire Critics' Poll Awards de la meilleure distribution dans un thriller dramatique pour Margin Call (2011)...
- 2011 : Phoenix Film Critics Society Awards de la meilleure distribution dans un thriller dramatique pour Margin Call (2011).
- 2011 : San Diego Film Critics Society Awards de la meilleure distribution dans un thriller dramatique pour Margin Call (2011)...
- 2011 : Washington DC Area Film Critics Association Awards de la meilleure distribution dans un thriller dramatique pour Margin Call (2011)...
- 2012 : EDA Awards de la meilleure distribution dans un thriller dramatique pour Margin Call (2011)...
- 2012 : Central Ohio Film Critics Association Awards de la meilleure distribution dans un thriller dramatique pour Margin Call (2011).
- 18e cérémonie des Chlotrudis Awards 2012 : Meilleure distribution dans un thriller dramatique pour Margin Call (2011)....
- Film Independent Spirit Awards 2012 : Nomination au Prix Robert Altman de la meilleure distribution dans un thriller dramatique pour Margin Call (2011).

## Voix françaises
- Annie Balestra (5 fois) dans :
  - Battlestar Galactica : Présidente Laura Roslin (Mini-série) (2003)
  - Battlestar Galactica : Présidente Laura Roslin (Série TV) (2004-2009)
  - Battlestar Galactica: Razor : Présidente Laura Roslin (Téléfilm) (2007)
  - Grey's Anatomy : Dr. Virginia Dixon (Série TV) (2008-2009)
  - Scream 4 : Kate Roberts (2011)
- Marie Vincent (2 fois) dans :
  - Danse avec les loups : Christine (1990)
  - Blue Chips : Jenny Bell (1994)
- Micky Sébastian dans Les Experts : Liz (1992)
- Céline Monsarrat dans Independence Day : Marilyn Whitmore (1996)
- Marion Loran dans Douze hommes en colère : Juge Cynthia Nance (Téléfilm) (1997)
- Tania Torrens dans Donnie Darko : Rose Darko (2002)
- Christine Pâris dans The Closer : L.A. enquêtes prioritaires : capitaine Sharon Raydor (Série TV) (2009-2012)
- Véronique Augereau dans Major Crimes : Sharon Raydor (Série TV) (2012-2018)
- Armelle Gallaud dans Fargo : Ruby Goldfarb (Série TV) (2017)